# Oberornau
Oberornau ist eine Gemarkung und ein Gemeindeteil von Obertaufkirchen, einer Gemeinde im oberbayerischen Landkreis Mühldorf am Inn.

## Geografie

### Geografische Lage
Das Pfarrdorf Oberornau liegt in der Region Südostoberbayern im Ornautal, durch das der Ornaubach fließt; ein Nebenfluss der Goldach.

### Geomorphologie
Das Landschaftsbild um Oberornau trägt recht deutlich die Züge ihrer eis- und zwischeneiszeitlichen Entstehungsgeschichte. Es handelt sich hierbei um ein Altmoränengebiet aus der Rißzeit, welche vor ca. 240.000 Jahren einsetzte. In der Rißzeit bildete in dieser Gegend der Abschnitt von Peterskirchen über Heldenstein und Schwindkirchen den Altmoränenbereich. Das abfließende Schmelzwasser vertiefte die Täler und Rinnen und lagerte mitgeführte Schlamm- und Geröllmassen ab. Bei der vorläufig letzten Kälteperiode, der Würmeiszeit (130.000 - 20.000 v. Chr.), kam der neuerlich vorstoßende Inn-Gletscher auf der Höhe von Gars am Inn und Haag i. OB zum Erliegen.

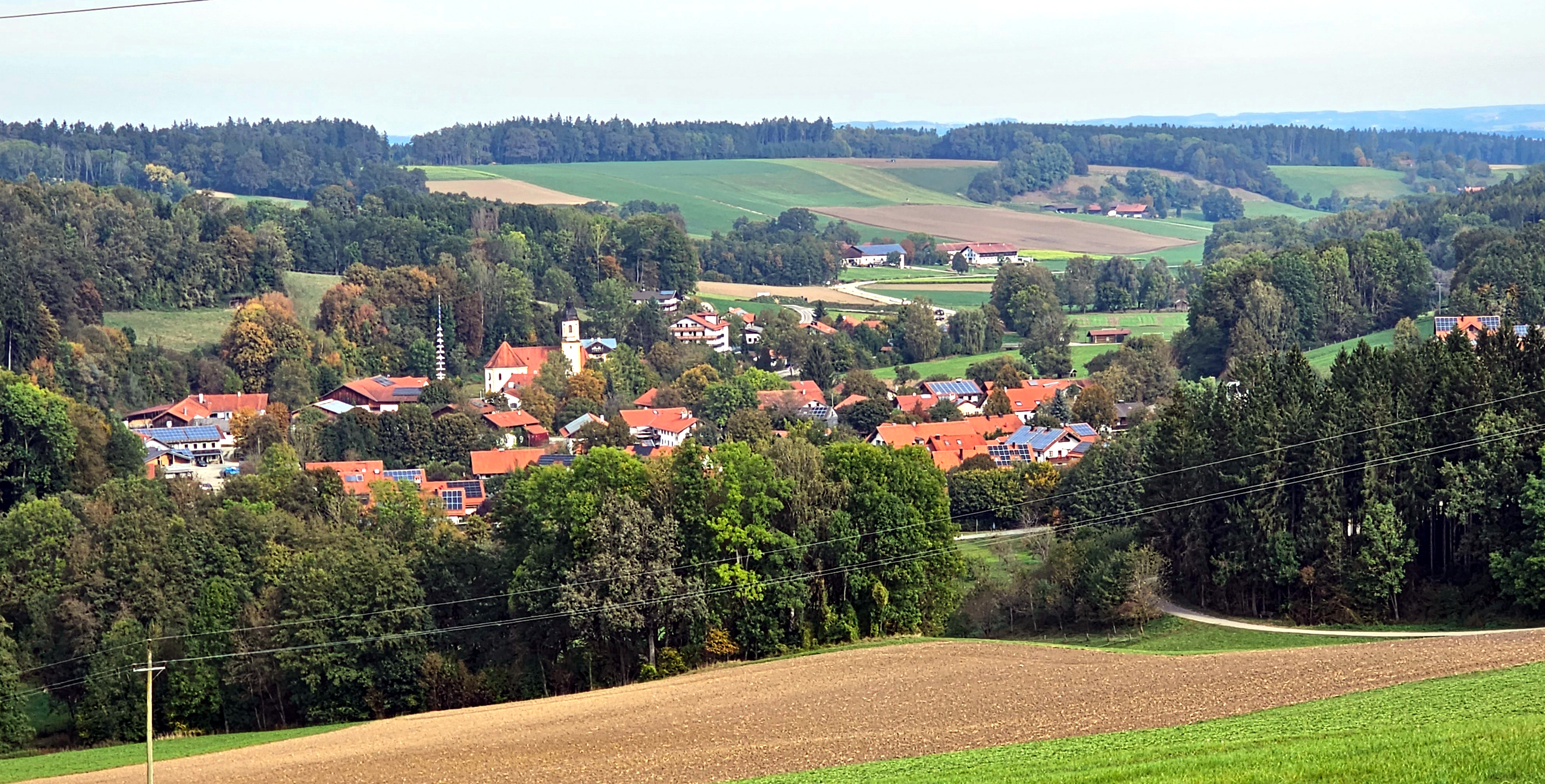
Oberornau von Südsüdwest

## Geschichte

### Spätmittelalter
Zu den ersten bekannten Grundbesitzern gehörten die bayerischen Herzöge aus dem Hause der Agilolfinger, allen voran Tassilo III. Nach seinem Sturz im Jahr 788 ging sein Besitz mit Zustimmung des Karolinger-Königs Karl (der spätere Karl der Große) an die Salzburger Geistlichkeit. Nachgewiesen ist dieser Besitz in den beiden kurz nach dem Sturz Tassilos III. angelegten Güterbeschreibungen Salzburgs, dem Indiculus Arnonis und dem Breves Natitiae, 788 und 790 aufgezeichnet unter dem ersten Salzburger Erzbischof Arn.
Unter dem übergangenen Besitz findet man auch an der Ornau drei Parochialkirchen mit insgesamt sieben Huben („Ad Aharnouua ecclesiae III cum mansis VII“; damit waren gemeint: das heutige Oberornau und wahrscheinlich Pfaffenkirchen und Obertaufkirchen).
Um das Jahr 923 findet man in den Aufzeichnungen des Bistums Salzburg (Cod. Odalberti Nr. 97 a) den Eigentumsübergang von Birnbach (Pirchinapach) vom Edlen Eparhart, einem Lehensmann des Erzbischofs, auf das Bistum Salzburg. Im Jahr 924 (Cod. Odalberti Nr. 44) ging Oberornau vom Vorbesitzer Bistum Salzburg auf die „Edle Frau Rihni“ über. Dies ist gleichzeitig die zweitälteste urkundliche Erwähnung von Oberornau.

### Der Giebinger und Ornauer Adel

#### Haselberg
Um 1150 wird beim Konvent in Au der Edle Hazaga de Haselperge (Haselberg) erwähnt. 1180/90 begegnet man in den Aufzeichnungen von Kloster Au am Inn noch den Brüdern Dietmar und Ulrich von Haselberg. Am 27. März 1313 ist der Ritter Chunrat ab Hoselperig als Bürge in einer Auer Tradition aufgeführt.

#### Oberornau (Ornau)
Seit Anfang des 10. Jahrhunderts gehörten die Ornauer Herren zu den Vasallen der Grafen von Ebersberg, bekannt sind Dietrich um ca. 935/60, Sintbert ca. 1050/55, Dietrich ca. 1080 und Rotbert ca. 1095/1100. 
Im Laufe der Jahre zersplitterte das zusammenhängende Besitztum, was sich auch in den Ortsnamen Frauenornau, Oberornau und Ornau (bei Weidenbach) ausdrückt. Im 12. Jahrhundert begegnet man zunächst Hermann von Ornau und dann dessen Sohn Heinrich. 1127/35 ist der Freie und Vasall der Vögte von Mödling, Sigboto von Ornau, erwähnt. 1135 werden genannt Henricus, Dietricus und Ulricus de Arnowe. Eine Generation später taucht der Name dann in Verbindung mit Giebing und Niederhaim (Niederham) auf. Mitte des 12. Jahrhunderts werden ein Rudiger de Arnowe und sein gleichnamiger Sohn mehrmals in Zeugenreihen erwähnt. Rudiger unterstand wohl zunächst formell dem vorgenannten Sigboto bzw. dessen Gattin, einer Tochter des Vogtes Kuno IV.
Vermutlich ein Verwandter des Sigboto war Heinrich von Ornau, ca. 1165–1204. Er fungierte als Salmann des Richters Heinrich senior (wahrscheinlich sein Vater) auf einem Hof in Niederham. Als Ortsadeliger von Ornau wird 1180 noch Hermanus de Arnowe genannt. Das Geschlecht erlosch um 1200.

#### Hofgiebing (Giebing)
Auch im später zur Gemeinde Oberornau gehörigen Hofgiebing ist ein Ortsadel nachzuweisen. Der erste urkundlich erwähnte Adlige der Gegend wird im Jahr 935 in den Aufzeichnungen des Stiftes St. Emmeran in Regensburg erwähnt. Sein Name war Gotschalk von Giebingen. (Hof-)Giebing gehörte zu den ältesten Adelssitzen der Gegend.
In dem Ort war lange der Herrschaftssitz der Hofmark Hofgiebing beheimatet. Nach dem Aussterben der Giebinger wurde die Hofmark Hofgiebing ab 1300 von herzoglichen Ministerialen verwaltet. Der Besitz ging um 1508 auf Jakob von Fraunhofen über, nachdem dessen Schloss Schwindegg im Landshuter Erbfolgekrieg niedergebrannt worden war. 1580 fiel der Besitz an die Edlen von Haunsperg, 1620 an Herzog Albrecht von Bayern und 1621 an Friedrich von Hörwarth. Hofgiebing wird wenig später als gemeinsamer Besitz der Hörwarth und des Christian Gobel genannt, der 1628 das Adelsprädikat auf Hofgiebing erhielt. Durch Heirat fiel der Besitz der Hörwath 1655 dann an die Fugger, die in der Folge häufig in Schwindegg residierten. Hofgiebing blieb Sitz der von Gobel auf Hofgiebing, die mit dem kurfürstlichen Kämmerer Franz Gustav von Gobel zu Hofgiebing 1766 in den Freiherrenstand aufrückten. Hofgiebing gehörte seit dem Gemeindeedikt von 1818 zur Gemeinde Oberornau.
Im Revolutionsjahr 1848 wurde im Zuge der Verwaltungs- und Gerichtsneuorganisation die niedere Gerichtsbarkeit der Hofmarken (Patrimonialgericht II. Klasse) aufgehoben. Dies bedeutete auch das Ende der Hofmark Hofgiebing. Im Jahre 1849 wurde das kleine Renaissanceschloss abgetragen, nur die freistehende Kapelle ist als Filialkirche noch erhalten. 

### Die politische Gemeinde 1818 – 1972
1818 waren im Königreich Bayern die Grundlagen zur Bildung der Landgemeinden (Ruralgemeinden) geschaffen. Im Gemeindeverzeichnis des Landgerichts Mühldorf vom 20. August 1819 verwaltete das Landgericht 54 Gemeinden, darunter Oberornau mit 100 Familien (1 Dorf, 8 Weiler, 38 Einöden). 

Blick in den Ortskern von Oberornau von Süden

Am 23. Mai 1838 kommt es zur Gründung des Landgerichts Haag (bis 1804 war Haag bereits Sitz eines Landgerichts) aus Teilen der Landgerichte Wasserburg, Erding und Mühldorf. Für Oberornau mit seinen damals 500 Einwohnern war ab da das Landgericht Haag zuständig. Mit einer Verfügung vom 27. Januar 1840 wurden dann die dem Landgericht Haag einverleibten Steuerdistrikte, darunter auch Oberornau, dem Rentamt Mühldorf ausgegliedert und dem Rentamt Wasserburg zugeteilt. Damit war die Voraussetzung für die zukünftige Zugehörigkeit zum Landkreis Wasserburg am Inn (bis 1939 wurden die Landkreisverwaltungen Bezirksamt genannt) geschaffen.
Von 1920 bis 1960 hatte Oberornau eine eigene ärztliche Versorgung. Zuerst praktizierte von 1920 bis 1935 Franz Ruhland in Oberornau. Auf ihn folgte bis 1960 Wilhelm Hesse. 
1912 wurde in Oberornau im alten Schulhaus ein Landespolizeiposten eingerichtet und mit zwei Gendarmen besetzt. Sie hatten bis zur Aufhebung des Landespolizeipostens im Jahr 1960 in dem Gebiet zwischen Haun im Osten und Gatterberg im Westen sowie Schwindkirchen im Norden und Ramsau im Süden für Ordnung zu sorgen. Von 1931 an (bis in die 1990er Jahre) hatte Oberornau auch ein eigenes Postamt.
Am 1. Juli 1972 wurde Oberornau in die Gemeinde Obertaufkirchen eingemeindet.

## Kirche

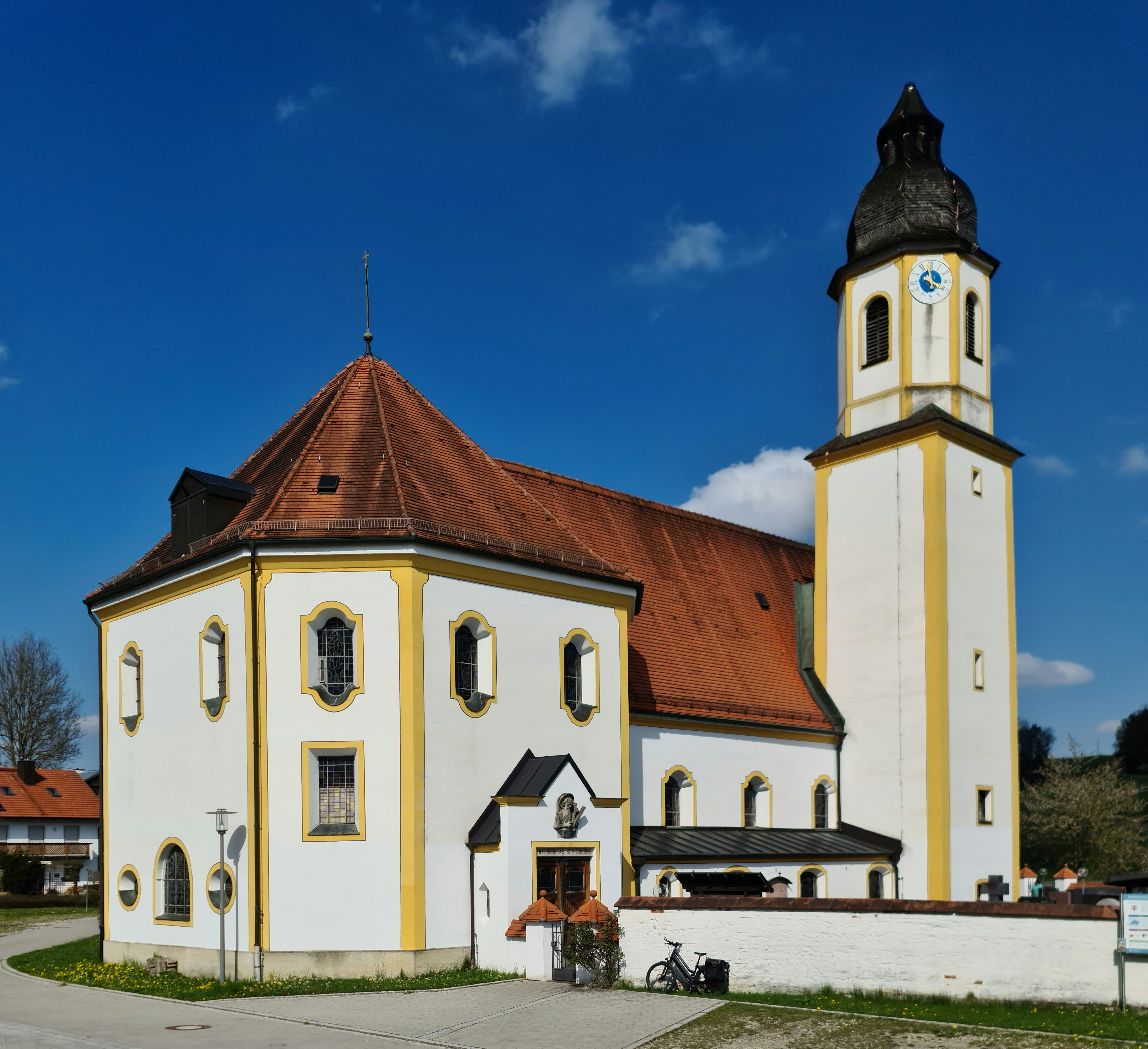
St. Andreas Apostel

Die Kirche von Oberornau, die bereits 788 erwähnt wird, reicht in die spätgotische Zeit zurück. Bei der Barockisierung von 1767 schmückte Balthasar Mang, Maler in Kraiburg, die Decke mit vier Gemälden (Kreuzigung Christi, Kreuzigung des Apostels Andreas, des hl. Petrus und des Bischofs Simeon von Jerusalem). Patron der Kirche war von jeher St. Andreas. Bemerkenswert sind noch die 14 barocken Kreuzwegstationen, auf Holz gemalt, 1836 renoviert. Der beschwingt gestaltete Rokoko-Hochaltar zeigt einen verwirrenden Reichtum an Figuren und Formen; die Altarfigur des Kirchenpatrons kann durch einen Drehmechanismus gegen eine Madonnenfigur ausgewechselt werden. 1865 und 1895 wurden weitere Kirchenrestaurierungen durchgeführt. Im Jahre 1928 wurde die Pfarrkirche unter Pfarrer Neumair erweitert und ein Jahr später mit einer neuen Orgel mit 26 klingenden Registern und 1685 Pfeifen bestückt. Sie ist das Werk des Orgelbauers Georg Glatzl in Altmühldorf. Das Kirchengeläute aus fünf Glocken hat ein Gesamtgewicht von 100 Zentnern.

### Die Expositur Oberornau 1887 – 1921
Bereits in der ersten Hälfte des 12. Jhdts. verlor die Pfarrei Oberornau ihre Selbständigkeit und wird nur noch als Filialkirche der Pfarrei Reichertsheim genannt. Dieser Zustand währte 750 Jahre lang. Erst mit dem Status einer Expositur (der Pfarrei Reichertsheim) wurde wieder mehr Selbständigkeit erlangt.

#### Die Expositi (Geistlichen) von Oberornau
| Amtszeit  | Name                                                        |
| --------- | ----------------------------------------------------------- |
| 1887–1888 | Peter Antretter aus Oberflintsbach                          |
| 1888–1892 | Bernhard Schmid aus Aiglsbach bei Regensburg                |
| 1892–1894 | Stephan Reinthaler aus Reibersdorf, Pfarrei Obertaufkirchen |
| 1894–1901 | Anton Bauer aus München                                     |
| 1901–1905 | Wilhelm Garner aus Nürnberg                                 |
| 1905–1916 | Ludwig Weiß aus Kienberg                                    |
| 1916–1918 | Andreas Ziegler                                             |
| 1918–1920 | Josef Farnhammer                                            |
| 1920–1921 | Johann Neumair                                              |

### Die Pfarrei Oberornau
Die noch vorhandenen Aufzeichnungen über die Expositur Oberornau enden 1901, die über die Pfarrei Oberornau beginnen 1929.
Im Jahre 1921 wurde die Expositur Oberornau zur Pfarrei erhoben und Expositus Johann Neumair wurde der erste Pfarrer der neuen Pfarrei.

#### Die Pfarrer der Pfarrei Oberornau
| Amtszeit  | Name                                                       |
| --------- | ---------------------------------------------------------- |
| 1921–1949 | Johann Baptist Neumair                                     |
| 1949–1971 | Karl Götz aus Mengersreuth bei Regensburg                  |
| 1971–1976 | Josef Neumann aus Homolitz                                 |
| 1976–1995 | Hermann Josef Egerer aus Hohendorf bei Marienbad in Böhmen |
| 1996-2001 | Tadeusz Kmiec-Forstner aus Breslau                         |
| 2001-2022 | Jozo Karlic                                                |

## Schule
Um die Schule machte sich im 19. Jahrhundert die Mesnerfamilie Wimmer in Oberornau verdient. Josef Wimmer war von 1815 bis 1859 Lehrer und zugleich auch Mesner und Organist. 1862 wurde ein eigenes Schulhaus erbaut und die Schule mit dem ersten ausgebildeten Lehrer, Johann Kilger, besetzt. 1910 wurde ein neues Schulhaus mit zwei Schulsälen errichtet, wobei das alte Schulgebäude durch die Landpolizei bis zu ihrer Aufhebung 1960 benützt wurde. Im Rahmen der Landkreisreform 1972 wurde die selbständige Gemeinde Oberornau (ehemaliger Landkreis Wasserburg am Inn) in die Gemeinde Obertaufkirchen (Landkreis Mühldorf am Inn) eingemeindet und als Folge wird in dieser Zeit auch die Volksschule Oberornau aufgelöst.

## Politik
Die politische Gemeinde Oberornau bestand bis zur Gebietsreform 1972.

### Einwohnerentwicklung
| Jahr | Einwohner | Jahr | Einwohner |
| ---- | --------- | ---- | --------- |
| 1824 | 432       | 1925 | 647       |
| 1838 | 500       | 1939 | 561       |
| 1875 | 514       | 1948 | 950       |
| 1890 | 547       | 1950 | 810       |
| 1900 | 552       | 1956 | 599       |
| 1907 | 608       | 1965 | 520       |
| 1916 | 598       | 1971 | 489       |

## Persönlichkeiten
- Maike Conway (* 1967), Dokumentarfilmerin und Regisseurin, lebt in Oberornau
- Fredl Fesl (1947–2024), bayr. Mundartsänger und -humorist, lebte mehrere Jahre in Oberornau
- Wilhelm Hesse (1888–1960), "da Doktor", wohnte ab 1934 in Oberornau im Doktorhaus und praktizierte dort bis 1958 als Arzt. Er war Besitzer des Hesse-Schlößl (vgl.: Gelächter von aussen. Aus meinem Leben 1918–1933. von Oskar Maria Graf) in der Burgau in Wasserburg am Inn. Zu seinen Freunden gehörten u. a. der Maler Karl Wähmann, die Schriftsteller Oskar Maria Graf und Joachim Ringelnatz.
- Hanns Vogel (* 13. August 1912 in München-Schwanthalerhöhe; † 14. November 2005 ebenda), deutscher Dramaturg, Schriftsteller und Theaterleiter und Gründer der Münchner Autorenvereinigung Münchner Turmschreiber. Er lebte mehrere Jahre in Oberornau.